# Gianfranco Di Sarno
Gianfranco Di Sarno (Caserta, 8 giugno 1979) è un politico italiano.

## Biografia
Laureato in giurisprudenza, insegna diritto e svolge la professione di avvocato.

### Attività politica
Alle elezioni politiche del 2018 è eletto deputato del Movimento 5 Stelle. È membro dal 2018 della II Commissione per la giustizia nonché segretario della Giunta parlamentare per le autorizzazioni a procedere.
Il 21 giugno 2022 abbandona il Movimento per aderire a Insieme per il futuro, a seguito della scissione guidata dal ministro Luigi Di Maio.
Il 15 settembre 2022 abbandona Insieme per il futuro per aderire a Fratelli d'Italia